# Сент Юбер
Сент Юбер (на френски: Saint-Hubert) е град в Южна Белгия, окръг Ньофшато на провинция Люксембург. Населението му е около 5700 души (2006).